# Quartet de corda núm. 1 (Prokófiev)
El Quartet de corda núm. 1 en si menor, op. 50, va ser compost per Serguei Prokófiev el 1930 per encàrrec de la Fundació Elizabeth Sprague Coolidge de la Biblioteca del Congrés de Washington. Es va estrenar el 25 d'abril de 1931 pel Brosa Quartet a Washington, i a Moscou el 9 d'octubre de 1931 pel Quartet Roth. El quartet de corda està en tres moviments, amb una durada d'uns 20-25 minuts.

## Moviments
1. Allegro
2. Andante molto
3. Andante

## Origen i context
Durant la seva gira americana del 1930, Prokófiev va concebre i finalitzar un quartet que es va inspirar en els quartets de Beethoven. En una carta d'acceptació de l'encàrrec per a la Biblioteca de Washington, va manifestar el seu desig de compondre aquesta obra. El quartet va ser una resposta als crítics que l'acusaven d'escriure música massa complexa i incomprensible. Va sorprendre a detractors i admiradors per la seva seriositat i tonalitat fosca, anant en contra dels estereotips que se li atribuïen com a compositor lluminós i enèrgic. Com a part de la seva pràctica habitual, Prokófiev va reutilitzar alguns dels temes en obres posteriors, transcrivint l'Andante per a piano sol en les seves Sis peces op. 52 l'any següent.

## Anàlisi
L'obra es caracteritza perquè la seva tonalitat, si menor, és només un semitò per sota dels límits de la gamma de viola i violoncel. Una altra característica distintiva és que el finale és un moviment lent, molt intens en emoció i ple de melodies arrasadores.
A Prokófiev li havia agradat tant el final que en va transcriure una versió per a orquestra de corda, com a op. 50a, i va incloure una transcripció per a piano a les seves peces com a op. 52.